# Guilhem
Guilhem o Guillem (fl. XIII secolo) è il nome di trovatore occitano.
È l'interlocutore in nove tensos e partimen:
- Segner Arnaut, d'un iouen[1] (partimen con Arnaut)
- Seigner Arnaut, votre semblan[2]  (partimen con Arnaut e Folc)
- (tenso con un conte)
- Guillem, prims est en trobar a ma guiza[3] ( partimen  con Guillem Augier)
- Vos dos Gigelms, digaz vostre corage[4] (tenso con un altro Guillem e Rainaut)
- Guigenet, digatz qonsi·us vai d'amia[5] (tenso con Guigenet)
- Guillem, raizon ai trobada[6] (partimen con un albergatore [Oste o Nostes])
- Lafranc, digatz vostre semblan[7] (partimen con Lanfranco Cigala)
- En aquel son que·m play ni que m'ajensa[8] (tenso con Peire).

Tenso con Oste
           [Oste]

           Guillem raizon ai trobada.

           tal con ieus dirai

           de dos caualliers qieu sai

           qistan en un encontrada,

           chascus es ualenz e pros:

           digatz qals ual mais damdos,

           qe lus es pros per amor ueiramen.

           mas anc lautres non ac cor ni talen

           [Guillem]

           Hoste totz hom pros magrada

           mas mais ual em plai

           ualors de si extrai

           qa cels qamors ha donada,

           qamors tol souen sos dos,

           per quns chastels antres bos,

           qan lai per sieis franchamen,

           qaltre plus ric qi la dentendimen.

[...]